# Warmblood
Warmblood ist eine italienische Death-Metal-Band aus Lodi, die 2002 gegründet wurde.

## Geschichte
Die Band wurde im Jahr 2002 von dem Gitarristen und Sänger Giancarlo Capra und der Schlagzeugerin Elena Carnevali gegründet. Hinzu kam der Bassist Ivan Marconi. Im November 2003 wurde daraufhin ein erstes Demo aufgenommen. Im September 2006 stieß Davide Mazzoletti als zweiter Gitarrist hinzu, woraufhin die Gruppe begann, an neuen Liedern zu schreiben. Ein paar Jahre später verließ Marconi die Gruppe, woraufhin sie sich entschied, ohne einen Bassisten fortzufahren. Im Mai 2004 war die Band auf dem Tattooing Metal Fest, das später in Tattoo Death Fest umbenannt wurde, zu sehen. Im Mai 2006 folgte eine Teilnahme am A Chapter of Violence Fest. Im Mai und August 2007 begab sich die Band in das Elfo Studio, in dem das Debütalbum Necrocosmos Destination, das aus acht Liedern besteht, aufgenommen, abgemischt und gemastert wurde. Die Veröffentlichung fand im April 2009 bei dem britischen Label Valley of Death Records statt, wobei das italienische Label The Spew Records, ein Sub-Label von Punishment 18 Records, den Vertrieb übernahm. Das Lied Insane, das auf dem Album zu hören ist, ist auf dem Sampler Spreading the Sickness 2 von Mutilated Records enthalten. Von Januar bis April beendete die Band die Aufnahmen zum zweiten Album Timor Mortis im Elfo Studio in Piacenza. Im April 2010 unterzeichnete sie einen Plattenvertrag bei Punishment 18 Records, worüber das durch die Werke von Lucio Fulci inspirierte, aus zehn Songs bestehende Album im September 2010 erschien. Im Januar des Folgejahres trat Marco Lari offiziell der Band als Sänger bei. Der Veröffentlichung des Albums folgten Konzerte zusammen mit Impaled Nazarene, Asphyx, Infernal War, Vomitory, Kraanium, Antropofagus, Psychofagist und Blasphemer. Auch war die Gruppe auf dem Tattoo Death Fest und dem Hellbrigade Festival zu sehen. Im Januar 2014 verließ Lari, unzufrieden mit dem neuen Liedmaterial, vor den Aufnahmen des neuen Albums Warmblood. Im Februar begannen die Aufnahmen zum neun Lieder starken Album. Als Bassist war hierbei Graziano Demurtas tätig. Das Album erschien Ende Oktober 2014 unter dem Namen God of Zombies bei The Spew Records. Es war im Elfo Studio in Piacenza eingespielt worden, danach war das Material von Stefano Morabito im 16th Cellar Studio in Rom abgemischt und gemastert worden. Der Veröffentlichung folgten Konzerte zusammen mit Wrench, Hour of Penance, Electrocution, Ira, Parasitic Eiaculation, Cerebral Extinction und Sickening. Zwischen Mai und Juli 2017 wurde das vierte Album Putrefaction Emphasis aufgenommen. Als Bassist war hierbei erneut Graziano Demurtas anwesend. Die Aufnahmen hatten im Elfo Studio in Piacenza unter der Leitung von Daniele Mandelli stattgefunden, ehe sie von Stefano Morabio in 16th Cellar Studio in Rom abgemischt und gemastert worden waren. Die Veröffentlichung des Albums fand im selben Jahr statt.

## Stil
V. Srikar von metal-temple.com schrieb in seiner Rezension zu God of Zombies, dass das Album nach einem zweiminütigen Intro, in dem die Spannung und Geschwindigkeit aufgebaut werde, aus Death Metal bestehe, den schnelle Riffs und genretypische Growls kennzeichne. Charakteristisch sei auch das rhythmische Spiel des Schlagzeugs, das hauptsächlich den E-Gitarren folge, wie es für das Genre üblich sei. Textliche fühlte er sich an Terrorizer erinnert. Anatoliy Savchuk von antichristmagazine.com ordnete Putrefaction Emphasis ebenfalls dem Death Metal zu. Charakteristisch seien der brutale Gesang, das Spiel der E-Gitarren und die interessant gestalteten Spielstrukturen des Schlagzeugs. Auch verarbeite man gelegentlich Einflüsse aus dem Thrash Metal und es kämen zeitweise klangliche Parallelen zu Atheist auf.

## Diskografie
- 2003: Promo 2003 (Demo, Eigenveröffentlichung)
- 2008: Necrocosmos Destination (Album, Valley of Death Records)
- 2010: Timor Mortis (Album, Punishment 18 Records)
- 2014: God of Zombies (Album, The Spew Records)
- 2017: Putrefaction Emphasis (Album, The Spew Records)